# Pepolino
A Pepolino (eredeti cím: Pepolino und der Schatz der Meerjungfrau) 1996-ban bemutatott magyar–német–kanadai rajzfilm, amelynek producere Manfred Korytowski. Az animációs játékfilm Uzsák János. A forgatókönyvet Irene Rodrian írta, Nepp József és Shimon Wincelberg, a zeneszerzője Giorgio Moroder. A mozifilm az Infafilm GmbH, a Videovox Stúdió, a Focusfilm Kft., a MaTiMa Film és a Bayerischer Rundfunk gyártásában készült, a Movienet forgalmazásában jelent meg. Műfaja kalandfilm.
Németországban 1996. augusztus 29-én mutatták be a mozikban, Magyarországon 2003. június 9-én a Duna TV-n vetítették le a televízióban.

## Szereplők
| Szereplő                | Eredeti hang         | Magyar hang     |
| ----------------------- | -------------------- | --------------- |
| Pepolino                | Butz Combrinck       | Kékesi Gábor    |
| Mora, a hableány        | Solveig Duda         | Molnár Ilona    |
| Babalu kapitány         | Hartmut Neugebauer   | Gruber Hugó     |
| Hildegard, a boszorkány | Doris Gallart        | Halász Aranka   |
| Nagypapa                | Paul Bürks           | Makay Sándor    |
| Nagymama                | Alice Franz          | Kassai Ilona    |
| Jakob, a kutya          | Fritz von Hardenberg | Harsányi Gábor  |
| Don Poco, a papagáj     | Thomas Reiner        | Izsóf Vilmos    |
| Emil, a patkány         | Frank Lenart         | Bardóczy Attila |
| Üvegszem                | Michael Habeck       | Besenczi Árpád  |
| Faláb                   | Fred Klaus           | Varga Tamás     |
| Rötszakáll              | Bernd Stephan        | Horányi László  |
| Romila, a hal           | Inge Schulz          | Tóth Judit      |
| Városi főjegyző         | Thomas Rau           | Pálfai Péter    |
| Babette, a macska       | Maddalena Kerrh      | saját hangján   |
| Samson                  | Marian Homrighausen  | N/A             |
| Jenny                   | Monika Gerganoff     | N/A             |
| Pepolino imádója        | Astrid Polak         | N/A             |
| Hal kereskedő           | Kai Taschner         | N/A             |

## Televíziós megjelenések
Duna TV 